# Улица Бестужевых
Улица Бесту́жевых — улица в районе Отрадное Северо-Восточного административного округа города Москвы. Проходит от улицы Декабристов до Северного бульвара. Застройка многоэтажными домами велась в 1970-е годы.

## Название
В 1975 году, в ознаменование 150-летия восстания декабристов, на севере Москвы появилась улица Бестужевых. Четыре родных брата (Александр, Николай, Михаил и Пётр) были членами тайного Северного общества и вдохновителями восстания на Сенатской площади. Их младший брат Павел был сослан юнкером в пехотный полк в Бобруйск за соучастие, хотя следствию не удалось доказать его участия в событиях на Сенатской площади.

## Описание
Улица Бестужевых начинается у пересечения с улицей Декабристов и Каргопольской улицей и проходит на северо-восток, поворачивая на юг в районе пересечения с трассой Серпуховско-Тимирязевской линией метро. Улица заканчивается на пересечении с Северным бульваром, переходя в улицу Пестеля.

## Учреждения, организации и общественные пространства
- 1 — школа № 761
- 3Б — ОДС № 6 Отрадное СВАО;
- 6А — детский сад № 1055;
- 7А — детский сад № 939;
- 8Б — детский сад № 978;
- 10А — прогимназия № 1709;
- 12В — детский сад № 2148;
- 13А — детский сад № 1058;
- 15 — поликлиника № 48 СВАО;
- 17А — Центральная ремонтно-восстановительная служба Отрадное, СВАО;
- 21А — детский сад № 1105;
- 21Б — Wildberries
- 23А — детский сад № 1350;
- 23 — школа № 267;
- 25Б — школа № 606
- 25В — Спецмонтажстрой-5;
- 27Б — начальная школа-детский сад (компенсирующего вида, для детей с нарушением зрения) № 1879;
- Сквер вдоль улицы Бестужевых.  Зону отдыха обустроили между домами 14 и 16 в 2019 году по программе «Мой район»[1]. На месте стихийной парковки построили детские площадки, установили оригинальные «волнистые» скамейки и проложили прогулочные дорожки.

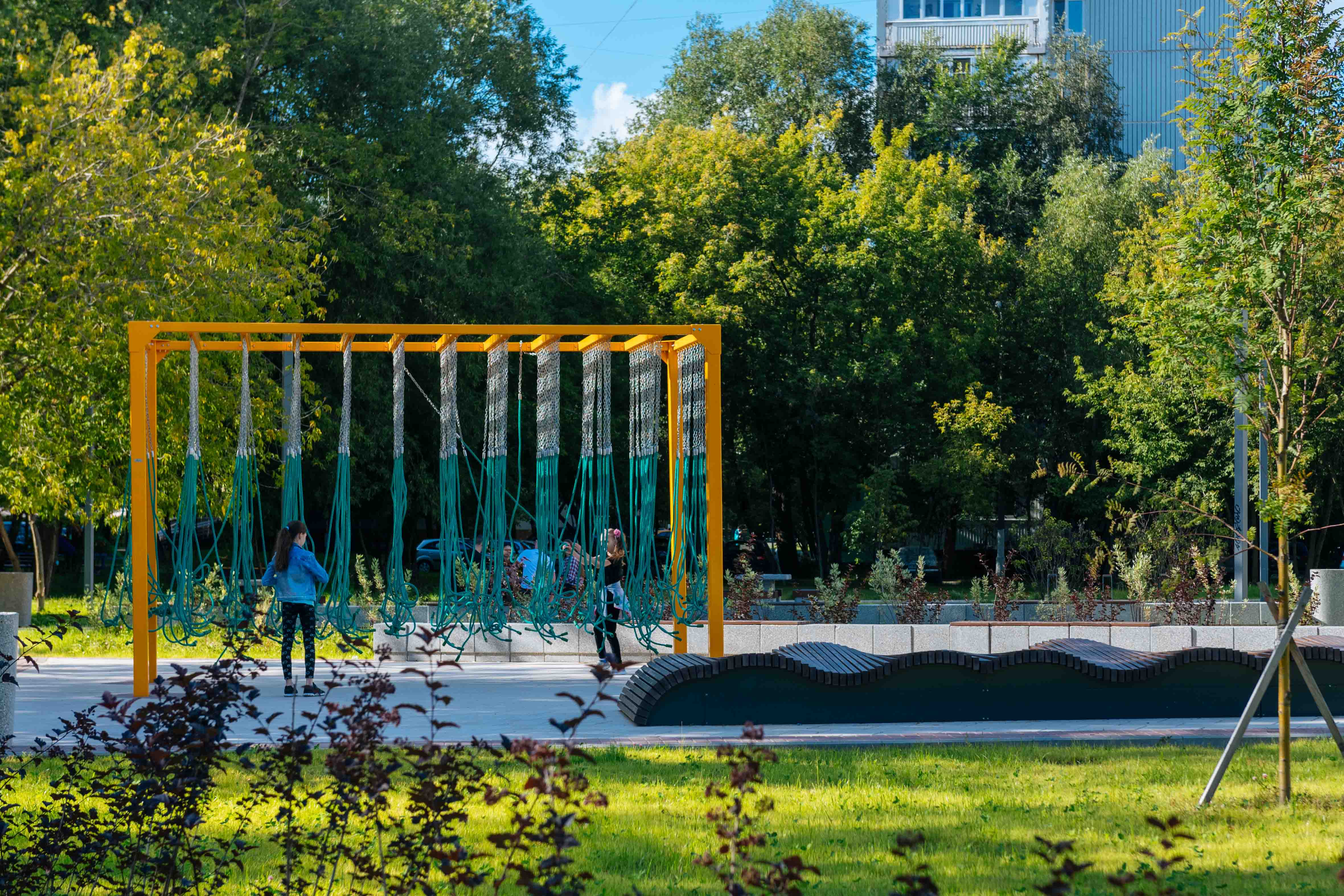
Сквер на улице Бестужевых

## Общественный транспорт

### Внеуличный транспорт

#### Станцииметро
- Отрадное

### Наземный транспорт

#### Автобусы
- 71:  Ботанический сад —  Отрадное — улица Бестужевых —  Медведково — Осташковская улица
- 124: Микрорайон 4 «Д» Отрадного —  Отрадное — улица Бестужевых —  Бабушкинская — Станция Лосиноостровская
- С6:  Отрадное — улица Бестужевых — Юрловский проезд

#### Электробусы
- 803:  ВДНХ —  Отрадное — улица Бестужевых —  Бескудниково